# 日和山 (仙台市)
日和山（ひよりやま）は、宮城県仙台市宮城野区蒲生にある標高3メートルの人工的に作られた山である。「日本一低い山」と紹介されている。ただし、日本一低いとされる山は他にもいくつかある（最も低い山参照）。

## 地理
仙台市北東端の仙台湾に面した場所にあり、七北田川河口の北側、蒲生干潟の西に位置する。この付近は仙台市の企画「わがまち緑の名所100選」に選ばれている場所でもある。
日和山はかつて標高6.05メートル、南北約40メートル、東西約20メートルの山体だった。数本のマツが山に植えられ海側への眺めが良く、初日の出の名所でもあった。山塊の南西部に登山道として14段の階段が設置されていた。北麓には昭和期に遷宮してきた川口神社があった。
2011年（平成23年）3月11日に発生した東北地方太平洋沖地震（東日本大震災）による津波の直撃を受けて日和山は消滅し、同時に川口神社も津波で流失した。その後、2014年（平成26年）4月、国土地理院による調査により、日和山が標高3メートルの山であると確認された。

## 歴史
この山がいつ築かれたということについては、江戸時代に築かれた、明治時代に築かれた、大正時代に築かれたなどの諸説がある。
江戸時代に築かれたという説は次の通りである。江戸時代の寛文年間に、塩竈湾から蒲生まで舟入堀（後の貞山運河の一部に相当）が開削された。この時に掘り起こされた土砂によって日和山が築かれた。
明治時代に築かれたという説は次のとおりである。1909年（明治42年）頃、蒲生の住民が海辺の観測と、海からの目印として利用するために日和山を築いた。この説では1913年（大正2）と1919年（大正8年）にさらなる土盛りが実施されたとされる。
大正時代に築かれたという説は次のとおりである。大規模な養魚場を建設するために土が掘り返され、その土砂により日和山が築かれた。
1972年（昭和47年）には、当時の環境庁によって日和山が「鳥類観測ステーション」に指定された。2006年（平成18年）からは「旅の足跡証明書普及会」が日和山の「登頂認定証」の発行を開始した。

## 日本最低峰を巡る経緯
1991年（平成3年）、国土地理院の職員が、高い山の序列がある一方で低い山の序列がないことを鑑み、地形図に乗っている山を調査した。1992年（平成4年）、日本地図センター発行の『地図ニュース』（現・月刊地図中心）の4月号 (No. 235) において蒲生の日和山（当時の標高6.05メートル）が日本最低峰であると取り上げられ、蒲生では「日本一低い山」としての山開きイベントが行われた。ただし、大阪府大阪市の天保山が、いわゆる「山」としての形は成していないとはいえ二等三角点もあり、標高4.5メートルで日本最低峰であるとの異説も唱えられた。天保山の山名は1993年（平成5年）に地形図から消えたが、1996年（平成8年）に再掲載されて日本最低峰とみなされるようになった。このため、蒲生では日和山を「元祖 日本一低い山」と称するようになった。
2011年（平成23年）に発生した東北地方太平洋沖地震（東日本大震災）に伴う津波により日和山の山体が消滅した。しかし2014年（平成26年）4月、国土地理院による調査により日和山が標高3メートルの山として確認された。これにより、18年ぶりに天保山を下回り、「日本一低い山」に返り咲き、同年7月1日には地元有志による「山開き」も行われた。
一方、天保山には二等三角点があることを根拠に、天保山商店会が発行する天保山の登頂証明書には「日本一低い天保山」と書かれている。
なお、国土地理院のウェブサイトでは「日本で一番低い山は把握しておりません」と記述されている。